# Thomaz Coelho
Thomaz Coelho – stacja metra w Rio de Janeiro, na linii 2. Zlokalizowana jest pomiędzy stacjami Engenho da Rainha i Vicente de Carvalho. Została otwarta 23 września 1996.